# Мексико / Бићу ту
Мексико / Бићу ту први је промо сингл музичке рок групе Галија. Објављен је 1984. године за издавачку кућу ПГП РТБ на винил формату.